# Stenodynerus orenburgensis
Stenodynerus orenburgensis är en stekelart som först beskrevs av Andre 1874.  Stenodynerus orenburgensis ingår i släktet smalgetingar, och familjen Eumenidae. Inga underarter finns listade i Catalogue of Life.